# Swift J164449.3+573451
Sw J1644+57 (GRB 110328A, inicialmente se pensó que era un estallido de rayos gamma) es un evento de disrupción de marea que ocurrió a una distancia de ~3,8 mil millones de años luz (z=0,354) en la constelación de Draco y fue detectado por primera vez el 28 de marzo de 2011, por el Swift Burst Alert Telescope (Swift-BAT). Representa el primer caso confirmado de un evento de disrupción de marea con un jet relativista dirigido directamente hacia la Tierra y originado desde una galaxia tipo HII/starburst (rica en formación estelar), y no desde un núcleo activo (AGN).
Se trata de una fuente transitoria extragaláctica con una emisión inicial ultraluminosa de rayos gamma/X. Inicialmente se observó un estallido brillante de rayos X con una estructura inusual que contiene una secuencia irregular de estallidos cortos. Este fenómeno probablemente ocurrió cuando una estrella (probablemente una enana blanca de una masa solar) fue destrozada en su punto más cercano en su órbita, pasando más cerca que el límite de Roche, lo que provocó que la materia se fragmentara y cayera en el disco de acreción temporal, desencadenando una secuencia de emisiones de alta energía y secuencias de ráfagas rápidas que se muestran en la curva de luz. 